# Amerikanska bilar
Amerikanska bilar är en låt av den svenska punkrockgruppen Noice. Låten skrevs av basisten Peo Thyrén  och släpptes som den tredje låten på deras album Bedårande barn av sin tid 1980. Låten var också B-sida till singeln "Du lever bara en gång".
En liveversion av "Amerikanska bilar" som var spelad i Karlskoga 4 september 2004 finns med på Officiell Bootleg Live, släppt 2005. Låten finns även med på samlingsalbumen H.I.T.S., Svenska popfavoriter och 17 klassiker.
Låten var inspelad igen 2004 med sångaren Marcus Öhrn och släppt på albumet 2004.

## Musiker
- Hasse Carlsson – sång/gitarr
- Peo Thyrén – elbas
- Freddie Hansson – klaviatur
- Robert Klasen – trummor